# Passion – Sources
Passion – Sources ist das zweite von zwei Alben mit Musik aus dem Spielfilm Die letzte Versuchung Christi von Martin Scorsese aus dem Jahr 1988. Das erste Album ist Passion: Music for The Last Temptation of Christ von dem englischen Singer-Songwriters und Rock-Musiker Peter Gabriel. Beide wurden am 5. Juni 1989 als die beiden ersten Veröffentlichungen von Real World Records überhaupt in Verbindung mit dem Film veröffentlicht.

## Hintergrund
Passion - Sources ist eine Zusammenstellung von Liedern verschiedener Künstler aus Armenien, Ägypten, Äthiopien, Guinea, Indien, Iran, Marokko, Pakistan, Senegal und der Türkei. Gabriel tritt auf dem Album nicht als Musiker auf, hat aber mehrere Stücke produziert oder mitproduziert. Er beschreibt dieses Album als eine Auswahl der traditionellen Musik, der Quellen der Inspiration und Vor-Ort-Aufnahmen.
In seinen Anmerkungen im Booklet des Albums beschreibt Peter Gabriel das Album als „eine Auswahl einiger traditioneller Musik, Quellen der Inspiration und Aufnahmen von Drehorten“. Dort beschreibt er auch jedes einzelne Lied.
Das Album verzichtet weitgehend auf moderne westliche Instrumente und Produktionstechniken und besteht aus Studioaufnahmen (produziert in Gabriels Real World Studios und an anderen Orten), Aufnahmen von Drehorten, die während der Dreharbeiten zu dem Film Die letzte Versuchung Christi gemacht wurden, sowie aus Auszügen aus bereits vorher existierenden Tonaufnahmen.

## Artwork
Das als Artwork genutzte Cover-Foto aus der Erdumlaufbahn zeigt die tief eingeschnittenen Muster der zeitweise trocken fallenden Ströme des Hadramaut-Plateaus im damaligen Südjemen, die nur noch selten Wasser führen. Es wurde im Oktober 1984 aus dem Space Shuttle Challenger (OV-99) der NASA aufgenommen.

## Titelliste
1. Shamus-Ud-Doha Bader-Ud-Doja (von: Nusrat Fateh Ali Khan) – Nusrat Fateh Ali Khan & Party (Pakistan) – 4:59
2. Call to Prayer (Traditional) – Baaba Maal (Senegal) – 3:51
3. Sankarabaranam Pancha Nadai Pallavi (von: L. Shankar) – Shankar and the Epidemics (Indien) – 5:01
4. Ulvi (von: Kudsi Ergüner) – Kudsi Ergüner (Türkei) – 1:33
5. Fallahi (Traditional) – Hossam Ramzy (Ägypten) – 2:56
6. Sabahiya (Traditional) – Banga (Tanta-Suaag) (Ägypten) – 2:19
7. Tejbeit (Ethiopian Bar Song) (Traditional) – Unbekannte Musiker (Äthiopien) – 2:43
8. Prelude in Tchahargah (Traditional) – Mahmoud Tabrizi-Zadeh (Iran) – 3:10
9. Wedding Song (Traditional) – Unbekannte Musiker (Marokko) – 2:42
10. Magdelene’s House (von: Abdul Aziz el-Sayed) – Abdul Aziz el-Sayed (Iran) – 2:48
11. Yoky (Traditional) – Fatala (Guinea) – 2:02
12. Ya Sah (Traditional) – Nass El Ghiwane (Marokko) – 2:17
13. Al Nahla Al 'Ali (von: Metqal Qenawi Metqal and Yunis Al Hilali) – Les Musiciens du Nil (Ägypten) – 2:55
14. Song of Complaint (Traditional) – Antranik Askarian and Khatchadour Khatchaturian (Armenien) – 3:02

Gesamtspielzeit: 42:18

## Mitwirkende

### Musiker
- Dildar Hussain – Tabla (1)
- Farrukh Fateh Ali Khan – Harmonium (1), Gesang (1)
- Asad Ali Khan – Chorgesang (1)
- Atta Fareed – Chorgesang (1)
- Ghulam Fareed – Chorgesang (1)
- Mohammad Maskeen – Chorgesang (1)
- Iqbal Naqbi – Chorgesang (1)
- Kaukab Ali – Gesangsschüler (1)
- Mujhid Mubarik Ali Khan – Senior-Sänger (1)
- Nusrat Fateh Ali Khan – Qawwali-Hauptgesang (1)
- Shankar – Doppel-Geige (2, 3)
- Baaba Maal – Gesang (2)
- Zakir Hussain – Tabla (3)
- Vikku Vinayakram – Ghatam (3)
- Caroline – Tanbura (3)
- Kudsi Ergüner – Nay-Flöte (4)
- Hossam Ramzy – Tabla (5), Daf (5), Doholla (5), Tamburin (5), Produktion (5), zusätzliche Perkussion (7, 9)
- Joseph Alexander – Mazhar (5)
- Richard Evans – Tin Whistle (7)
- Mahmoud Tabrizi-Zadeh – Kementché (8)
- Manu Katché – zusätzliche Perkussion (9)
- Abdul Aziz el-Sayed – Kanun (10)
- Yacouba (Bruno) Camara – Conga (11), Gongoma (11)
- Arafan Toure – Djembé (11)
- Aly Camara – Djembé (11), Bolon (11)
- Amara Soumah – Doum-Doum (11), Gongoma (11)
- Naby „Papus“ Camara – Kleine Perkussion (11)
- Kabine Camara – Kleine Perkussion (11)
- Tagar – Kleine Perkussion (11)
- Mustafa Abdel Aziz – Tabla (13)
- Said Mohammad Aly – Tabla (13)
- Metqal Qenawi Metqal – Rabāb (13)
- Shamandi Tewfick Metqal – Rabāb (13)
- Mohammad Murad Metgali – Rabāb (13)
- Alain Weber – Rabāb (13)
- Antranik Askarian – Duduk (14)
- Khatchadour Khatchaturian – Duduk (14)

### Technische Unterstützung
- Mohammed Ayuub – Produktion (1)
- Richard Evans – Mixing (1)
- Shankar – Produktion (3)
- Peter Gabriel – Arrangement (2), Produktion (2, 7, 9–11, 14), Kompilation des Albums, Anmerkungen zu den einzelnen Titeln des Albums[4]
- David Bottrill – Toningenieur (1, 2, 10, 11, 13), Assistenz bei der Kompilation des Albums
- Kudsi Ergüner – Produktion (4)
- Alan Heaton – Tonaufnahme (5)
- David Knowles – Tonaufnahme (5)
- Tiberiu Alexandru – Produktion (6)
- Ralph Harrison – Tonaufnahme (7)
- Ragnar Johnson – Tonaufnahme (7)
- Mahmoud Tabrizi Zadeh – Produktion (8)
- Yacouba (Bruno) Camara – Arrangement (11)
- Nass El Ghiwane – Produktion (12)
- Les Musiciens du Nil – Produktion (13)
- Robert Ataian – Produktion (14)
- The Townhouse – Mastering